# Lactisole
Le lactisol(e) ou 'acide 2-(4-méthoxyphénoxy)propanoïque est un acide carboxylique naturel qui a la propriété de masquer la saveur sucrée.

## Découverte
Le lactisole a été découvert en 1989, à partir des grains de café arabica colombien torréfiés. La concentration de l'acide dans le grain est de l'ordre de 0,55 à 1,2 ppm, la forme isomère prédominante est la forme S (80 %).

## Structure
La structure du lactisole est un hydroquinone dont les 2 groupes hydroxyles sont éthérifiés, l'un par méthyle et l'autre par un acide propanoïque. Possédant un atome de carbone asymétrique, le lactisole est chiral et existe donc sous forme de deux énantiomères.

## Utilisation

### Alimentaire
Aux États-Unis, le lactisole est FEMA GRAS (Numéro Fema 3773) et autorisé dans les applications comme agent aromatisant jusqu'à 150 ppm. Cependant, c'est sous forme de sel de sodium (2-(4-méthoxyphénoxy)propanoate de sodium) qu'il est principalement utilisé, car plus soluble et ne développe pas de saveur acide.